# Einband-Europameisterschaft 2008

Logo CEB (ausrichtender Verband)

Veranstaltungsort: Carvin

Die Einband-Europameisterschaft 2008 war das 55. Turnier in dieser Disziplin des Karambolagebillards und fand vom 16. bis zum 20. April 2008 in Carvin statt. Es war die vierte Einband-Europameisterschaft in Frankreich.

## Geschichte
15 Jahre nach seinem letzten Erfolg bei einer Einband-EM gewann Frédéric Caudron in Carvin seinen vierten Titel. Das relativiert sich, da Caudron viele Jahre keine Einband-EM mehr gespielt hat. Seinen zweiten Platz aus dem Vorjahr verteidigte der Lausanner Xavier Gretillat. Die beiden Niederländer Henri Tilleman und Michel van Silfhout teilten sich den dritten Platz. Tilleman spielte bei dieser EM den besten BED und die Höchstserie und schaltete im Viertelfinale den 6-maligen Sieger Jean Paul de Bruijn aus. Als bester Deutscher belegte Wolfgang Zenkner Platz sechs.

## Turniermodus
Gespielt wurde eine Vor-Qualifikationsrunde mit 4 Gruppen à 3 Spielern, wovon sich 10 Spieler für die Haupt-Qualifikationsrunde qualifizierten. Dann wurden in der Haupt-Qualifikation wieder 7 Gruppen à 3 Teilnehmer gebildet, in denen die Gruppensieger auf die 25 gesetzten Spieler nach CEB-Rangliste im Hauptturnier trafen. Hier wurden acht Gruppen à 4 Spieler gebildet. Es kamen die jeweils beiden Gruppenbesten in die KO-Runde. In der Vorqualifikationen wurde bis 100 Punkte gespielt. Im Haupt-Turnier wurde in der Gruppenphase bis 125 Punkte gespielt. In der KO-Runde wurde bis 150 Punkte gespielt. Der dritte Platz wurde nicht ausgespielt. Damit gab es zwei Drittplatzierte
Bei MP-Gleichstand wird in folgender Reihenfolge gewertet:
1. MP = Matchpunkte
2. GD = Generaldurchschnitt
3. HS = Höchstserie

## Qualifikation

### Vor-Qualifikation
| MP    | Match Points (Sieger = 2; Unentschieden = 1; Verlierer = 0) |
| Pkte. | Erzielte Karambolagen                                       |
| Aufn. | Benötigte Versuche                                          |
| GD    | Generaldurchschnitt                                         |
| BED   | Bester Einzeldurchschnitt eines Spielers                    |
| HS    | Höchstserie                                                 |
|       | Bester GD des Turniers                                      |
|       | Bester ED des Turniers                                      |
|       | Beste HS des Turniers                                       |
|       | 1. Platz (Gold)                                             |
|       | 2. Platz (Silber)                                           |
|       | 3. Platz (Bronze)                                           |

| Abschlusstabelle Gruppe A | Abschlusstabelle Gruppe A | Abschlusstabelle Gruppe A | Abschlusstabelle Gruppe A | Abschlusstabelle Gruppe A | Abschlusstabelle Gruppe A | Abschlusstabelle Gruppe A | Abschlusstabelle Gruppe A |
| Platz                     | Name                      | MP                        | Pkte                      | Aufn.                     | GD                        | BED                       | HS                        |
| ------------------------- | ------------------------- | ------------------------- | ------------------------- | ------------------------- | ------------------------- | ------------------------- | ------------------------- |
| 1                         | Grégory le Deventec       | 4:0                       | 200                       | 33                        | 6,06                      | 10,00                     | 31                        |
| 2                         | Pascal Dessaint           | 2:2                       | 181                       | 48                        | 3,77                      | 4,00                      | 29                        |
| 3                         | Patrick Leroy             | 0:4                       | 86                        | 35                        | 2,45                      | –                         | 10                        |

| Abschlusstabelle Gruppe B | Abschlusstabelle Gruppe B | Abschlusstabelle Gruppe B | Abschlusstabelle Gruppe B | Abschlusstabelle Gruppe B | Abschlusstabelle Gruppe B | Abschlusstabelle Gruppe B | Abschlusstabelle Gruppe B |
| Platz                     | Name                      | MP                        | Pkte                      | Aufn.                     | GD                        | BED                       | HS                        |
| ------------------------- | ------------------------- | ------------------------- | ------------------------- | ------------------------- | ------------------------- | ------------------------- | ------------------------- |
| 1                         | Reynald Soyez             | 2:2                       | 174                       | 38                        | 4,57                      | 4,34                      | 26                        |
| 2                         | Claude Bauduin            | 2:2                       | 182                       | 46                        | 3,95                      | 4,34                      | 21                        |
| 3                         | Patrick Achard            | 2:2                       | 139                       | 38                        | 3,65                      | 6,66                      | 40                        |

| Abschlusstabelle Gruppe C | Abschlusstabelle Gruppe C | Abschlusstabelle Gruppe C | Abschlusstabelle Gruppe C | Abschlusstabelle Gruppe C | Abschlusstabelle Gruppe C | Abschlusstabelle Gruppe C | Abschlusstabelle Gruppe C |
| Platz                     | Name                      | MP                        | Pkte                      | Aufn.                     | GD                        | BED                       | HS                        |
| ------------------------- | ------------------------- | ------------------------- | ------------------------- | ------------------------- | ------------------------- | ------------------------- | ------------------------- |
| 1                         | Patrick Dupont            | 4:0                       | 200                       | 54                        | 3,70                      | 5,55                      | 30                        |
| 2                         | Vincent Gougelin          | 2:2                       | 184                       | 71                        | 2,59                      | 2,85                      | 16                        |
| 3                         | Pierre Malet              | 0:4                       | 117                       | 53                        | 2,20                      | –                         | 13                        |

| Abschlusstabelle Gruppe D | Abschlusstabelle Gruppe D | Abschlusstabelle Gruppe D | Abschlusstabelle Gruppe D | Abschlusstabelle Gruppe D | Abschlusstabelle Gruppe D | Abschlusstabelle Gruppe D | Abschlusstabelle Gruppe D |
| Platz                     | Name                      | MP                        | Pkte                      | Aufn.                     | GD                        | BED                       | HS                        |
| ------------------------- | ------------------------- | ------------------------- | ------------------------- | ------------------------- | ------------------------- | ------------------------- | ------------------------- |
| 1                         | David Jacquet             | 4:0                       | 200                       | 23                        | 8,69                      | 9,09                      | 35                        |
| 2                         | Benoit Legros             | 2:2                       | 154                       | 38                        | 4,05                      | 3,84                      | 31                        |
| 3                         | Jean-Luc Ducquenoy        | 0:4                       | 145                       | 37                        | 3,91                      | -                         | 18                        |

### Haupt-Qualifikation
| Abschlusstabelle Gruppe A | Abschlusstabelle Gruppe A | Abschlusstabelle Gruppe A | Abschlusstabelle Gruppe A | Abschlusstabelle Gruppe A | Abschlusstabelle Gruppe A | Abschlusstabelle Gruppe A | Abschlusstabelle Gruppe A |
| Platz                     | Name                      | MP                        | Pkte                      | Aufn.                     | GD                        | BED                       | HS                        |
| ------------------------- | ------------------------- | ------------------------- | ------------------------- | ------------------------- | ------------------------- | ------------------------- | ------------------------- |
| 1                         | Dieter Steinberger        | 2:2                       | 138                       | 19                        | 7,26                      | 16,66                     | 34                        |
| 2                         | Patrick Dupont            | 2:2                       | 139                       | 21                        | 6,61                      | 6,66                      | 30                        |
| 3                         | Jean Luc Duquenoy         | 2:2                       | 167                       | 28                        | 5,96                      | 7,69                      | 28                        |

| Abschlusstabelle Gruppe B | Abschlusstabelle Gruppe B | Abschlusstabelle Gruppe B | Abschlusstabelle Gruppe B | Abschlusstabelle Gruppe B | Abschlusstabelle Gruppe B | Abschlusstabelle Gruppe B | Abschlusstabelle Gruppe B |
| Platz                     | Name                      | MP                        | Pkte                      | Aufn.                     | GD                        | BED                       | HS                        |
| ------------------------- | ------------------------- | ------------------------- | ------------------------- | ------------------------- | ------------------------- | ------------------------- | ------------------------- |
| 1                         | Vincent Gougelin          | 4:0                       | 200                       | 64                        | 3,12                      | 3,70                      | 23                        |
| 2                         | Grégory le Deventec       | 2:2                       | 197                       | 50                        | 3,94                      | 7,69                      | 36                        |
| 3                         | Johann Petit              | 0:4                       | 156                       | 40                        | 3,90                      | –                         | 28                        |

| Abschlusstabelle Gruppe C | Abschlusstabelle Gruppe C | Abschlusstabelle Gruppe C | Abschlusstabelle Gruppe C | Abschlusstabelle Gruppe C | Abschlusstabelle Gruppe C | Abschlusstabelle Gruppe C | Abschlusstabelle Gruppe C |
| Platz                     | Name                      | MP                        | Pkte                      | Aufn.                     | GD                        | BED                       | HS                        |
| ------------------------- | ------------------------- | ------------------------- | ------------------------- | ------------------------- | ------------------------- | ------------------------- | ------------------------- |
| 1                         | David Jacquet             | 2:2                       | 188                       | 39                        | 4,82                      | 6,25                      | 25                        |
| 2                         | Patrick Achard            | 2:2                       | 168                       | 53                        | 3,16                      | 2,70                      | 32                        |
| 3                         | Jordi Gasso               | 2:2                       | 177                       | 60                        | 2,95                      | 4,34                      | 26                        |

| Abschlusstabelle Gruppe D | Abschlusstabelle Gruppe D | Abschlusstabelle Gruppe D | Abschlusstabelle Gruppe D | Abschlusstabelle Gruppe D | Abschlusstabelle Gruppe D | Abschlusstabelle Gruppe D | Abschlusstabelle Gruppe D |
| Platz                     | Name                      | MP                        | Pkte                      | Aufn.                     | GD                        | BED                       | HS                        |
| ------------------------- | ------------------------- | ------------------------- | ------------------------- | ------------------------- | ------------------------- | ------------------------- | ------------------------- |
| 1                         | Pascal Dessaint           | 4:0                       | 200                       | 34                        | 5,88                      | 7,14                      | 29                        |
| 2                         | Laurent Guénet            | 2:2                       | 159                       | 31                        | 5,12                      | 9,09                      | 61                        |
| 3                         | Raymund Swertz            | 0:4                       | 76                        | 25                        | 3,04                      | –                         | 15                        |

| Abschlusstabelle Gruppe E | Abschlusstabelle Gruppe E | Abschlusstabelle Gruppe E | Abschlusstabelle Gruppe E | Abschlusstabelle Gruppe E | Abschlusstabelle Gruppe E | Abschlusstabelle Gruppe E | Abschlusstabelle Gruppe E |
| Platz                     | Name                      | MP                        | Pkte                      | Aufn.                     | GD                        | BED                       | HS                        |
| ------------------------- | ------------------------- | ------------------------- | ------------------------- | ------------------------- | ------------------------- | ------------------------- | ------------------------- |
| 1                         | Claude Bauduin            | 4:0                       | 200                       | 48                        | 4,16                      | 5,26                      | 27                        |
| 2                         | Johan Claessen            | 2:2                       | 167                       | 44                        | 3,79                      | 6,66                      | 16                        |
| 3                         | Jordi Cadillac            | 0:4                       | 48                        | 34                        | 1,41                      | –                         | 8                         |

| Abschlusstabelle Gruppe F | Abschlusstabelle Gruppe F | Abschlusstabelle Gruppe F | Abschlusstabelle Gruppe F | Abschlusstabelle Gruppe F | Abschlusstabelle Gruppe F | Abschlusstabelle Gruppe F | Abschlusstabelle Gruppe F |
| Platz                     | Name                      | MP                        | Pkte                      | Aufn.                     | GD                        | BED                       | HS                        |
| ------------------------- | ------------------------- | ------------------------- | ------------------------- | ------------------------- | ------------------------- | ------------------------- | ------------------------- |
| 1                         | George Kenter             | 4:0                       | 200                       | 46                        | 4,34                      | 7,14                      | 34                        |
| 2                         | Benoit Legros             | 2:2                       | 192                       | 53                        | 3,62                      | 4,76                      | 24                        |
| 3                         | Philippe Deraes           | 0:4                       | 128                       | 35                        | 3,65                      | –                         | 19                        |

| Abschlusstabelle Gruppe G | Abschlusstabelle Gruppe G | Abschlusstabelle Gruppe G | Abschlusstabelle Gruppe G | Abschlusstabelle Gruppe G | Abschlusstabelle Gruppe G | Abschlusstabelle Gruppe G | Abschlusstabelle Gruppe G |
| Platz                     | Name                      | MP                        | Pkte                      | Aufn.                     | GD                        | BED                       | HS                        |
| ------------------------- | ------------------------- | ------------------------- | ------------------------- | ------------------------- | ------------------------- | ------------------------- | ------------------------- |
| 1                         | Reynald Soyez             | 4:0                       | 200                       | 55                        | 3,63                      | 4,00                      | 19                        |
| 2                         | Janis Ziogas              | 2:2                       | 189                       | 55                        | 3,43                      | 4,00                      | 19                        |
| 3                         | Harry van der Bogaard     | 0:4                       | 146                       | 50                        | 2,92                      | –                         | 19                        |

## Hauptturnier

### Gruppenphase
| Abschlusstabelle Gruppe A | Abschlusstabelle Gruppe A | Abschlusstabelle Gruppe A | Abschlusstabelle Gruppe A | Abschlusstabelle Gruppe A | Abschlusstabelle Gruppe A | Abschlusstabelle Gruppe A | Abschlusstabelle Gruppe A |
| Platz                     | Name                      | MP                        | Pkte                      | Aufn.                     | GD                        | BED                       | HS                        |
| ------------------------- | ------------------------- | ------------------------- | ------------------------- | ------------------------- | ------------------------- | ------------------------- | ------------------------- |
| 1                         | Jean Paul de Bruijn       | 6:0                       | 375                       | 37                        | 10,13                     | 15,62                     | 46                        |
| 2                         | Wolfgang Zenkner          | 4:2                       | 361                       | 31                        | 11,64                     | 11,36                     | 36                        |
| 3                         | David Jacquet             | 2:4                       | 266                       | 42                        | 6,33                      | 8,33                      | 33                        |
| 4                         | George Sakkas             | 0:6                       | 157                       | 40                        | 3,92                      | –                         | 19                        |

| Abschlusstabelle Gruppe B | Abschlusstabelle Gruppe B | Abschlusstabelle Gruppe B | Abschlusstabelle Gruppe B | Abschlusstabelle Gruppe B | Abschlusstabelle Gruppe B | Abschlusstabelle Gruppe B | Abschlusstabelle Gruppe B |
| Platz                     | Name                      | MP                        | Pkte                      | Aufn.                     | GD                        | BED                       | HS                        |
| ------------------------- | ------------------------- | ------------------------- | ------------------------- | ------------------------- | ------------------------- | ------------------------- | ------------------------- |
| 1                         | René Tull                 | 6:0                       | 375                       | 52                        | 7,21                      | 8,92                      | 34                        |
| 2                         | Xavier Gretillat          | 4:2                       | 321                       | 34                        | 9,44                      | 17,85                     | 43                        |
| 3                         | Esteve Mata               | 2:4                       | 232                       | 38                        | 6,10                      | 8,92                      | 48                        |
| 4                         | Dieter Steinberger        | 0:6                       | 250                       | 48                        | 5,20                      | –                         | 24                        |

| Abschlusstabelle Gruppe C | Abschlusstabelle Gruppe C | Abschlusstabelle Gruppe C | Abschlusstabelle Gruppe C | Abschlusstabelle Gruppe C | Abschlusstabelle Gruppe C | Abschlusstabelle Gruppe C | Abschlusstabelle Gruppe C |
| Platz                     | Name                      | MP                        | Pkte                      | Aufn.                     | GD                        | BED                       | HS                        |
| ------------------------- | ------------------------- | ------------------------- | ------------------------- | ------------------------- | ------------------------- | ------------------------- | ------------------------- |
| 1                         | Frédéric Caudron          | 6:0                       | 375                       | 22                        | 17,04                     | 25,00                     | 60                        |
| 2                         | Peter Volleberg           | 4:2                       | 314                       | 34                        | 9,23                      | 12,50                     | 50                        |
| 3                         | Jacky Justice             | 2:4                       | 274                       | 39                        | 7,02                      | 6,25                      | 35                        |
| 4                         | Vincent Gougelin          | 0:6                       | 111                       | 37                        | 3,00                      | –                         | 12                        |

| Abschlusstabelle Gruppe D | Abschlusstabelle Gruppe D | Abschlusstabelle Gruppe D | Abschlusstabelle Gruppe D | Abschlusstabelle Gruppe D | Abschlusstabelle Gruppe D | Abschlusstabelle Gruppe D | Abschlusstabelle Gruppe D |
| Platz                     | Name                      | MP                        | Pkte                      | Aufn.                     | GD                        | BED                       | HS                        |
| ------------------------- | ------------------------- | ------------------------- | ------------------------- | ------------------------- | ------------------------- | ------------------------- | ------------------------- |
| 1                         | Pierre Soumagne           | 4:2                       | 347                       | 56                        | 6,19                      | 11,36                     | 41                        |
| 2                         | Reynald Soyez             | 4:2                       | 297                       | 68                        | 4,36                      | 5,95                      | 20                        |
| 3                         | Marek Faus                | 2:4                       | 320                       | 55                        | 5,81                      | 12,50                     | 64                        |
| 4                         | Ludger Havlik             | 2:4                       | 346                       | 69                        | 5,01                      | 5,95                      | 39                        |

| Abschlusstabelle Gruppe E | Abschlusstabelle Gruppe E | Abschlusstabelle Gruppe E | Abschlusstabelle Gruppe E | Abschlusstabelle Gruppe E | Abschlusstabelle Gruppe E | Abschlusstabelle Gruppe E | Abschlusstabelle Gruppe E |
| Platz                     | Name                      | MP                        | Pkte                      | Aufn.                     | GD                        | BED                       | HS                        |
| ------------------------- | ------------------------- | ------------------------- | ------------------------- | ------------------------- | ------------------------- | ------------------------- | ------------------------- |
| 1                         | Arnim Kahofer             | 4:2                       | 307                       | 36                        | 8,52                      | 11,36                     | 35                        |
| 2                         | Rafael Garcia             | 4:2                       | 359                       | 52                        | 6,90                      | 15,62                     | 40                        |
| 3                         | Bernard Baudoin           | 2:4                       | 316                       | 46                        | 6,86                      | 5,43                      | 49                        |
| 4                         | Claude Bauduin            | 2:4                       | 325                       | 72                        | 4,51                      | 3,90                      | 26                        |

| Abschlusstabelle Gruppe F | Abschlusstabelle Gruppe F | Abschlusstabelle Gruppe F | Abschlusstabelle Gruppe F | Abschlusstabelle Gruppe F | Abschlusstabelle Gruppe F | Abschlusstabelle Gruppe F | Abschlusstabelle Gruppe F |
| Platz                     | Name                      | MP                        | Pkte                      | Aufn.                     | GD                        | BED                       | HS                        |
| ------------------------- | ------------------------- | ------------------------- | ------------------------- | ------------------------- | ------------------------- | ------------------------- | ------------------------- |
| 1                         | Bernard Villiers          | 4:2                       | 360                       | 60                        | 6,00                      | 9,61                      | 51                        |
| 2                         | Nicolas Gerassimopoulos   | 4:2                       | 373                       | 66                        | 5,65                      | 7,81                      | 45                        |
| 3                         | Francisco Fortiana        | 4:2                       | 301                       | 55                        | 5,47                      | 8,92                      | 43                        |
| 4                         | George Kenter             | 0:6                       | 261                       | 67                        | 3,89                      | –                         | 43                        |

| Abschlusstabelle Gruppe G | Abschlusstabelle Gruppe G | Abschlusstabelle Gruppe G | Abschlusstabelle Gruppe G | Abschlusstabelle Gruppe G | Abschlusstabelle Gruppe G | Abschlusstabelle Gruppe G | Abschlusstabelle Gruppe G |
| Platz                     | Name                      | MP                        | Pkte                      | Aufn.                     | GD                        | BED                       | HS                        |
| ------------------------- | ------------------------- | ------------------------- | ------------------------- | ------------------------- | ------------------------- | ------------------------- | ------------------------- |
| 1                         | Michel van Silfhout       | 6:0                       | 375                       | 49                        | 7,65                      | 11,36                     | 52                        |
| 2                         | Pascal Dessaint           | 2:6                       | 298                       | 43                        | 6,93                      | 6,94                      | 40                        |
| 3                         | Torsten Lechelt           | 2:6                       | 318                       | 59                        | 5,38                      | 5,68                      | 26                        |
| 4                         | Patrick Niessen           | 2:6                       | 245                       | 55                        | 4,45                      | 8,92                      | 62                        |

| Abschlusstabelle Gruppe H | Abschlusstabelle Gruppe H | Abschlusstabelle Gruppe H | Abschlusstabelle Gruppe H | Abschlusstabelle Gruppe H | Abschlusstabelle Gruppe H | Abschlusstabelle Gruppe H | Abschlusstabelle Gruppe H |
| Platz                     | Name                      | MP                        | Pkte                      | Aufn.                     | GD                        | BED                       | HS                        |
| ------------------------- | ------------------------- | ------------------------- | ------------------------- | ------------------------- | ------------------------- | ------------------------- | ------------------------- |
| 1                         | Henri Tilleman            | 6:0                       | 375                       | 32                        | 11,71                     | 41,66                     | 118                       |
| 2                         | Alain Rémond              | 4:2                       | 331                       | 38                        | 8,71                      | 17,85                     | 44                        |
| 3                         | Juan Espinasa             | 2:4                       | 255                       | 45                        | 5,66                      | 5,95                      | 40                        |
| 4                         | Miroslav Baca             | 0:6                       | 167                       | 43                        | 3,83                      | –                         | 26                        |

### KO-Phase
|  | Achtelfinale            | Achtelfinale | Achtelfinale | Achtelfinale | Achtelfinale | Achtelfinale |                     |                     | Viertelfinale | Viertelfinale | Viertelfinale | Viertelfinale | Viertelfinale | Viertelfinale |      |       | Halbfinale | Halbfinale | Halbfinale | Halbfinale | Halbfinale | Halbfinale |  |  | Finale | Finale | Finale | Finale | Finale | Finale |
|  |                         |              |              |              |              |              |                     |                     |               |               |               |               |               |               |      |       |            |            |            |            |            |            |  |  |        |        |        |        |        |        |
|  |                         | MP           | Pkt.         | Aufn.        | ED           | HS           |                     |                     |               |               |               |               |               |               |      |       |            |            |            |            |            |            |  |  |        |        |        |        |        |        |
|  |                         | MP           | Pkt.         | Aufn.        | ED           | HS           |                     |                     |               |               |               |               |               |               |      |       |            |            |            |            |            |            |  |  |        |        |        |        |        |        |
|  | Frédéric Caudron        | 2            | 150          | 16           | 9,37         | 58           |                     |                     |               |               |               |               |               |               |      |       |            |            |            |            |            |            |  |  |        |        |        |        |        |        |
|  | Frédéric Caudron        | 2            | 150          | 16           | 9,37         | 58           |                     | MP                  | Pkt.          | Aufn.         | ED            | HS            |               |               |      |       |            |            |            |            |            |            |  |  |        |        |        |        |        |        |
|  | Pascal Dessaint         | 0            | 102          | 16           | 6,37         | 31           |                     | MP                  | Pkt.          | Aufn.         | ED            | HS            |               |               |      |       |            |            |            |            |            |            |  |  |        |        |        |        |        |        |
|  | Pascal Dessaint         | 0            | 102          | 16           | 6,37         | 31           | Frédéric Caudron    | 2                   | 150           | 14            | 10,71         | 39            |               |               |      |       |            |            |            |            |            |            |  |  |        |        |        |        |        |        |
|  |                         | MP           | Pkt.         | Aufn.        | ED           | HS           | Frédéric Caudron    | 2                   | 150           | 14            | 10,71         | 39            |               |               |      |       |            |            |            |            |            |            |  |  |        |        |        |        |        |        |
|  |                         | MP           | Pkt.         | Aufn.        | ED           | HS           |                     | Alain Rémond        | 0             | 62            | 14            | 4,42          | 25            |               |      |       |            |            |            |            |            |            |  |  |        |        |        |        |        |        |
|  | René Tull               | 0            | 63           | 22           | 2,86         | 13           |                     | Alain Rémond        | 0             | 62            | 14            | 4,42          | 25            |               |      |       |            |            |            |            |            |            |  |  |        |        |        |        |        |        |
|  | René Tull               | 0            | 63           | 22           | 2,86         | 13           |                     |                     |               |               |               |               |               | MP            | Pkt. | Aufn. | ED         | HS         |            |            |            |            |  |  |        |        |        |        |        |        |
|  | Alain Rémond            | 2            | 150          | 22           | 6,81         | 40           |                     |                     |               |               |               |               |               | MP            | Pkt. | Aufn. | ED         | HS         |            |            |            |            |  |  |        |        |        |        |        |        |
|  | Alain Rémond            | 2            | 150          | 22           | 6,81         | 40           | Frédéric Caudron    | 2                   | 150           | 8             | 18,75         | 72            |               |               |      |       |            |            |            |            |            |            |  |  |        |        |        |        |        |        |
|  |                         | MP           | Pkt.         | Aufn.        | ED           | HS           | Frédéric Caudron    | 2                   | 150           | 8             | 18,75         | 72            |               |               |      |       |            |            |            |            |            |            |  |  |        |        |        |        |        |        |
|  |                         | MP           | Pkt.         | Aufn.        | ED           | HS           |                     | Henri Tilleman      | 0             | 103           | 8             | 12,87         | 40            |               |      |       |            |            |            |            |            |            |  |  |        |        |        |        |        |        |
|  | Henri Tilleman          | 2            | 150          | 22           | 6,81         | 45           |                     | Henri Tilleman      | 0             | 103           | 8             | 12,87         | 40            |               |      |       |            |            |            |            |            |            |  |  |        |        |        |        |        |        |
|  | Henri Tilleman          | 2            | 150          | 22           | 6,81         | 45           |                     | MP                  | Pkt.          | Aufn.         | ED            | HS            |               |               |      |       |            |            |            |            |            |            |  |  |        |        |        |        |        |        |
|  | Reynald Soyez           | 0            | 107          | 22           | 4,86         | 29           |                     | MP                  | Pkt.          | Aufn.         | ED            | HS            |               |               |      |       |            |            |            |            |            |            |  |  |        |        |        |        |        |        |
|  | Reynald Soyez           | 0            | 107          | 22           | 4,86         | 29           | Henri Tilleman      | 2                   | 150           | 8             | 18,75         | 33            |               |               |      |       |            |            |            |            |            |            |  |  |        |        |        |        |        |        |
|  |                         | MP           | Pkt.         | Aufn.        | ED           | HS           | Henri Tilleman      | 2                   | 150           | 8             | 18,75         | 33            |               |               |      |       |            |            |            |            |            |            |  |  |        |        |        |        |        |        |
|  |                         | MP           | Pkt.         | Aufn.        | ED           | HS           |                     | Jean Paul de Bruijn | 0             | 23            | 8             | 2,87          | 10            |               |      |       |            |            |            |            |            |            |  |  |        |        |        |        |        |        |
|  | Jean Paul de Bruijn     | 2            | 150          | 17           | 8,82         | 54           |                     | Jean Paul de Bruijn | 0             | 23            | 8             | 2,87          | 10            |               |      |       |            |            |            |            |            |            |  |  |        |        |        |        |        |        |
|  | Jean Paul de Bruijn     | 2            | 150          | 17           | 8,82         | 54           |                     |                     |               |               |               |               |               |               | MP   | Pkt.  | Aufn.      | ED         | HS         |            |            |            |  |  |        |        |        |        |        |        |
|  | Nicolas Gerassimopoulos | 0            | 137          | 17           | 8,05         | 30           |                     |                     |               |               |               |               |               |               | MP   | Pkt.  | Aufn.      | ED         | HS         |            |            |            |  |  |        |        |        |        |        |        |
|  | Nicolas Gerassimopoulos | 0            | 137          | 17           | 8,05         | 30           | Frédéric Caudron    | 2                   | 150           | 10            | 15,00         | 69            |               |               |      |       |            |            |            |            |            |            |  |  |        |        |        |        |        |        |
|  |                         | MP           | Pkt.         | Aufn.        | ED           | HS           | Frédéric Caudron    | 2                   | 150           | 10            | 15,00         | 69            |               |               |      |       |            |            |            |            |            |            |  |  |        |        |        |        |        |        |
|  |                         | MP           | Pkt.         | Aufn.        | ED           | HS           |                     | Xavier Gretillat    | 0             | 46            | 10            | 4,60          | 13            |               |      |       |            |            |            |            |            |            |  |  |        |        |        |        |        |        |
|  | Pierre Soumagne         | 0            | 113          | 23           | 4,91         | 26           |                     | Xavier Gretillat    | 0             | 46            | 10            | 4,60          | 13            |               |      |       |            |            |            |            |            |            |  |  |        |        |        |        |        |        |
|  | Pierre Soumagne         | 0            | 113          | 23           | 4,91         | 26           |                     | MP                  | Pkt.          | Aufn.         | ED            | HS            |               |               |      |       |            |            |            |            |            |            |  |  |        |        |        |        |        |        |
|  | Xavier Gretillat        | 2            | 150          | 23           | 6,52         | 36           |                     | MP                  | Pkt.          | Aufn.         | ED            | HS            |               |               |      |       |            |            |            |            |            |            |  |  |        |        |        |        |        |        |
|  | Xavier Gretillat        | 2            | 150          | 23           | 6,52         | 36           | Xavier Gretillat    | 2                   | 150           | 21            | 7,14          | 39            |               |               |      |       |            |            |            |            |            |            |  |  |        |        |        |        |        |        |
|  |                         | MP           | Pkt.         | Aufn.        | ED           | HS           | Xavier Gretillat    | 2                   | 150           | 21            | 7,14          | 39            |               |               |      |       |            |            |            |            |            |            |  |  |        |        |        |        |        |        |
|  |                         | MP           | Pkt.         | Aufn.        | ED           | HS           |                     | Peter Volleberg     | 0             | 95            | 21            | 4,52          | 32            |               |      |       |            |            |            |            |            |            |  |  |        |        |        |        |        |        |
|  | Arnim Kahofer           | 0            | 88           | 15           | 5,86         | 17           |                     | Peter Volleberg     | 0             | 95            | 21            | 4,52          | 32            |               |      |       |            |            |            |            |            |            |  |  |        |        |        |        |        |        |
|  | Arnim Kahofer           | 0            | 88           | 15           | 5,86         | 17           |                     |                     |               |               |               |               |               | MP            | Pkt. | Aufn. | ED         | HS         |            |            |            |            |  |  |        |        |        |        |        |        |
|  | Peter Volleberg         | 2            | 150          | 15           | 10,00        | 35           |                     |                     |               |               |               |               |               | MP            | Pkt. | Aufn. | ED         | HS         |            |            |            |            |  |  |        |        |        |        |        |        |
|  | Peter Volleberg         | 2            | 150          | 15           | 10,00        | 35           | Xavier Gretillat    | 2                   | 150           | 21            | 7,14          | 49            |               |               |      |       |            |            |            |            |            |            |  |  |        |        |        |        |        |        |
|  |                         | MP           | Pkt.         | Aufn.        | ED           | HS           | Xavier Gretillat    | 2                   | 150           | 21            | 7,14          | 49            |               |               |      |       |            |            |            |            |            |            |  |  |        |        |        |        |        |        |
|  |                         | MP           | Pkt.         | Aufn.        | ED           | HS           |                     | Michel van Silfhout | 0             | 97            | 21            | 4,61          | 14            |               |      |       |            |            |            |            |            |            |  |  |        |        |        |        |        |        |
|  | Michel van Silfhout     | 2            | 150          | 20           | 7,50         | 42           |                     | Michel van Silfhout | 0             | 97            | 21            | 4,61          | 14            |               |      |       |            |            |            |            |            |            |  |  |        |        |        |        |        |        |
|  | Michel van Silfhout     | 2            | 150          | 20           | 7,50         | 42           |                     | MP                  | Pkt.          | Aufn.         | ED            | HS            |               |               |      |       |            |            |            |            |            |            |  |  |        |        |        |        |        |        |
|  | Rafael Garcia           | 0            | 146          | 20           | 7,30         | 27           |                     | MP                  | Pkt.          | Aufn.         | ED            | HS            |               |               |      |       |            |            |            |            |            |            |  |  |        |        |        |        |        |        |
|  | Rafael Garcia           | 0            | 146          | 20           | 7,30         | 27           | Michel van Silfhout | 2                   | 150           | 7             | 21,42         | 47            |               |               |      |       |            |            |            |            |            |            |  |  |        |        |        |        |        |        |
|  |                         | MP           | Pkt.         | Aufn.        | ED           | HS           | Michel van Silfhout | 2                   | 150           | 7             | 21,42         | 47            |               |               |      |       |            |            |            |            |            |            |  |  |        |        |        |        |        |        |
|  |                         | MP           | Pkt.         | Aufn.        | ED           | HS           |                     | Wolfgang Zenkner    | 0             | 27            | 7             | 3,85          | 10            |               |      |       |            |            |            |            |            |            |  |  |        |        |        |        |        |        |
|  | Bernard Villiers        | 0            | 143          | 19           | 7,52         | 34           |                     | Wolfgang Zenkner    | 0             | 27            | 7             | 3,85          | 10            |               |      |       |            |            |            |            |            |            |  |  |        |        |        |        |        |        |
|  | Bernard Villiers        | 0            | 143          | 19           | 7,52         | 34           |                     |                     |               |               |               |               |               |               |      |       |            |            |            |            |            |            |  |  |        |        |        |        |        |        |
|  | Wolfgang Zenkner        | 2            | 150          | 19           | 7,89         | 32           |                     |                     |               |               |               |               |               |               |      |       |            |            |            |            |            |            |  |  |        |        |        |        |        |        |
|  | Wolfgang Zenkner        | 2            | 150          | 19           | 7,89         | 32           |                     |                     |               |               |               |               |               |               |      |       |            |            |            |            |            |            |  |  |        |        |        |        |        |        |

## Abschlusstabelle
| MP    | Match Points (Sieger = 2; Unentschieden = 1; Verlierer = 0) |
| Pkte. | Erzielte Karambolagen                                       |
| Aufn. | Benötigte Versuche                                          |
| GD    | Generaldurchschnitt                                         |
| BED   | Bester Einzeldurchschnitt eines Spielers                    |
| HS    | Höchstserie                                                 |
|       | Bester GD des Turniers                                      |
|       | Bester ED des Turniers                                      |
|       | Beste HS des Turniers                                       |
|       | 1. Platz (Gold)                                             |
|       | 2. Platz (Silber)                                           |
|       | 3. Platz (Bronze)                                           |

| Phase                               | Platz | Name                    | MP   | Pkt. | Aufn. | GD    | BED   | HS  |
| ----------------------------------- | ----- | ----------------------- | ---- | ---- | ----- | ----- | ----- | --- |
| Finale                              | 1     | Frédéric Caudron        | 14:0 | 975  | 70    | 13,92 | 25,00 | 72  |
| Finale                              | 2     | Xavier Gretillat        | 10:4 | 817  | 109   | 7,49  | 17,85 | 49  |
| Halb- finale                        | 3     | Henri Tilleman          | 10:2 | 778  | 70    | 11,11 | 41,66 | 118 |
| Halb- finale                        | 3     | Michel van Silfhout     | 10:2 | 772  | 97    | 7,95  | 21,42 | 52  |
| Viertel- finale                     | 5     | Jean Paul de Bruijn     | 8:2  | 548  | 62    | 8,83  | 15,62 | 54  |
| Viertel- finale                     | 6     | Wolfgang Zenkner        | 6:4  | 538  | 57    | 9,43  | 11,36 | 36  |
| Viertel- finale                     | 7     | Peter Volleberg         | 6:4  | 559  | 70    | 7,98  | 12,50 | 50  |
| Viertel- finale                     | 8     | Alain Rémond            | 6:4  | 543  | 74    | 7,33  | 17,85 | 44  |
| Achtel- finale                      | 9     | René Tull               | 6:2  | 448  | 74    | 5,91  | 8,92  | 34  |
| Achtel- finale                      | 10    | Arnim Kahofer           | 4:4  | 395  | 51    | 7,74  | 11,36 | 35  |
| Achtel- finale                      | 11    | Rafael Garcia           | 4:4  | 505  | 72    | 7,01  | 15,62 | 40  |
| Achtel- finale                      | 12    | Bernard Villiers        | 4:4  | 503  | 79    | 6,36  | 9,61  | 51  |
| Achtel- finale                      | 13    | Nicolas Gerassimopoulos | 4:4  | 510  | 83    | 6,14  | 7,81  | 45  |
| Achtel- finale                      | 14    | Pierre Soumagne         | 4:4  | 460  | 79    | 5,82  | 11,36 | 41  |
| Achtel- finale                      | 15    | Reynald Soyez           | 4:4  | 404  | 90    | 4,48  | 5,95  | 29  |
| Achtel- finale                      | 16    | Pascal Dessaint         | 2:6  | 400  | 49    | 6,77  | 6,94  | 40  |
| Gruppen- phase                      | 17    | Francisco Fortiana      | 4:2  | 301  | 55    | 5,47  | 8,92  | 43  |
| Gruppen- phase                      | 18    | Jacky Justice           | 2:4  | 274  | 39    | 7,02  | 6,25  | 35  |
| Gruppen- phase                      | 19    | Bernard Baudoin         | 2:4  | 316  | 46    | 6,86  | 5,43  | 49  |
| Gruppen- phase                      | 20    | David Jacquet           | 2:4  | 266  | 42    | 6,33  | 8,33  | 33  |
| Gruppen- phase                      | 21    | Esteve Mata             | 2:4  | 232  | 38    | 6,10  | 8,92  | 48  |
| Gruppen- phase                      | 22    | Marek Faus              | 2:4  | 320  | 55    | 5,81  | 12,50 | 64  |
| Gruppen- phase                      | 23    | Juan Espinasa           | 2:4  | 255  | 45    | 5,66  | 5,95  | 40  |
| Gruppen- phase                      | 24    | Torsten Lechelt         | 2:6  | 318  | 59    | 5,38  | 5,68  | 26  |
| Gruppen- phase                      | 25    | Ludger Havlik           | 2:4  | 346  | 69    | 5,01  | 5,95  | 39  |
| Gruppen- phase                      | 26    | Claude Bauduin          | 2:4  | 325  | 72    | 4,51  | 3,90  | 26  |
| Gruppen- phase                      | 27    | Patrick Niessen         | 2:6  | 245  | 55    | 4,45  | 8,92  | 62  |
| Gruppen- phase                      | 28    | Dieter Steinberger      | 0:6  | 250  | 48    | 5,20  | –     | 24  |
| Gruppen- phase                      | 29    | George Sakkas           | 0:6  | 157  | 40    | 3,92  | –     | 19  |
| Gruppen- phase                      | 30    | George Kenter           | 0:6  | 261  | 67    | 3,89  | –     | 43  |
| Gruppen- phase                      | 31    | Miroslav Baca           | 0:6  | 167  | 43    | 3,83  | –     | 26  |
| Gruppen- phase                      | 32    | Vincent Gougelin        | 0:6  | 111  | 37    | 3,00  | –     | 12  |
| Turnierdurchschnitt: Endrunde: 6,62 |       |                         |      |      |       |       |       |     |